# Istituto di fisica complementare
Con scuola milanese di fisica si indica la tradizione di ricerche nel campo della fisica a Milano, con particolare riferimento alla prima e seconda metà del '900, quando sotto l'impulso di Orso Mario Corbino ed Antonio Garbasso, e con la cattedra di fisica teorica di Aldo Pontremoli, si formò il cosiddetto Istituto di fisica complementare di Milano presso l'Università degli Studi di Milano.

## Storia

### Prima metà del '900 (1900-1948)

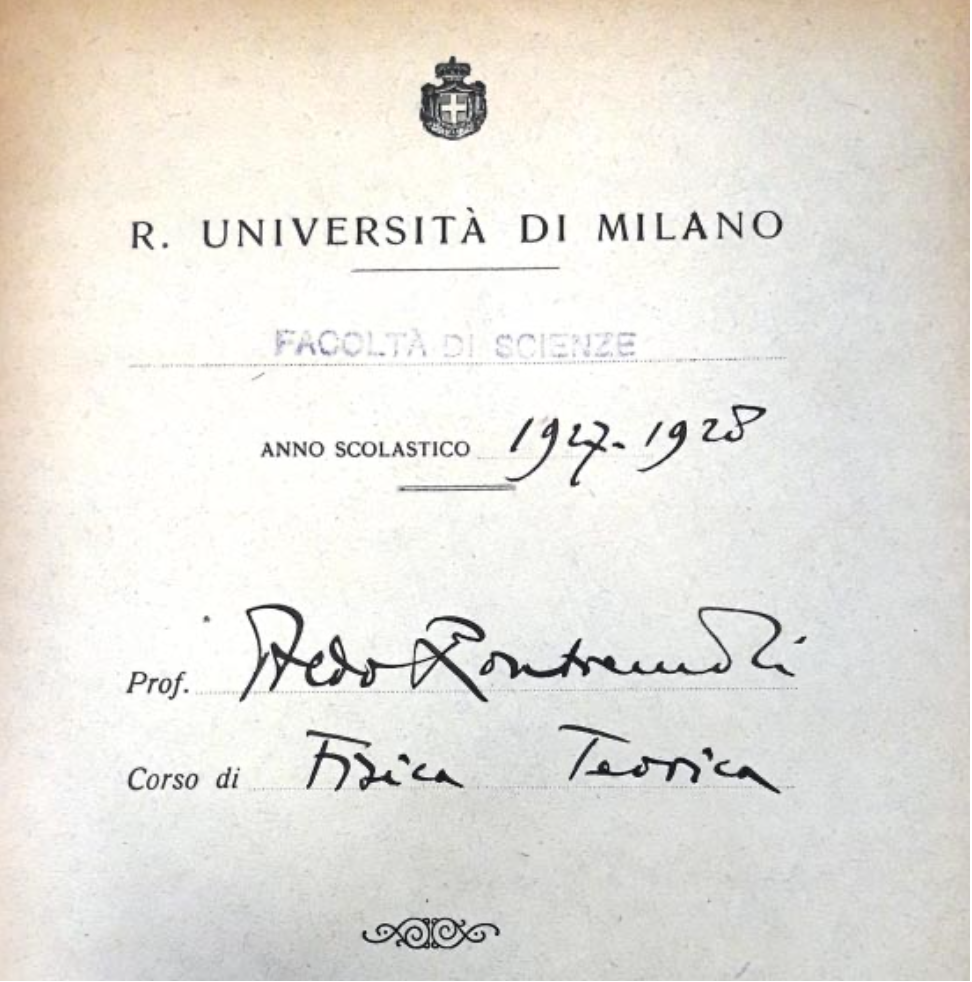
Registro delle lezioni di Fisica Teorica di Aldo Pontremoli, 1924.

Nel 1924 vennero assegnate le prime tre cattedre assolute di fisica teorica in Italia. Il concorso, venne vinto da Enrico Fermi, Aldo Pontremoli ed Enrico Persico, che vennero preposti alle tre cattedre di alcune delle università italiane più note. Ciò portò lo stesso Pontremoli ad essere assegnato all'ateneo lombardo, dove formò il cosiddetto Istituto di fisica complementare, che fondò e diresse, dal 1924 al 1928, con lo scopo di fondare un polo che rispondesse alle esigenze della scienza e della tecnica, quale si confaceva al massimo centro industriale italiano. Durante il concorso di selezione, a differenza di Fermi e Persico, Pontremoli presentava anche un’intensa attività organizzativa, che ovviamente toglieva tempo utile alle sue ricerche: "Sono anche ben accertate [...] le benemerenze che egli si è acquistate creando in poco tempo a Milano un Istituto fisico che è fra i meglio attrezzati d’Italia per certi indirizzi moderni di ricerche fisiche". Avuto a disposizione una parte dell'edificio scolastico di via Sacchini, ne curò l'adattamento e gli impianti fissi. Coi mezzi avuti dall'università costituì il primo nucleo di apparecchi necessari al funzionamento del nuovo ente; mediante le sue relazioni nel campo industriale, riuscì a completare queste dotazioni con materiali ricevuti in dono. Nel novembre 1925 l'Istituto fu organizzatore della seconda assemblea della federazione internazionale dell'Unione intellettuale. Tra le sovvenzioni avute da Pontremoli, va segnalata quella ricevuta dalla Banca Popolare di Milano nel 1926, che permise la fondazione del laboratorio di radiologia, specializzato in radiazione ultravioletta, ed in sostanze radioattive. La fondazione della scuola, poi divenuta parte del Dipartimento di fisica dell'Università di Milano, è stata pubblicata nella rivista fisica Il Nuovo Cimento, della Società italiana di fisica. 
Nel 1929, dopo la scomparsa di Aldo Pontremoli, Giovanni Polvani lo sostituì alla cattedra di fisica sperimentale dell'Istituto. L'Archivio Polvani, contenente storici volumi, è conservato presso la biblioteca di fisica dell'Università degli studi di Milano. A lui è stata poi intitolata un'aula nel dipartimento dell'università. A partire dal 1936 l'istituto fisico subì un costante declino dovuto ai contrasti tra i suoi protagonisti e il regime fascista, molti dei quali, a seguito delle leggi razziali fasciste, abbandonarono l'Italia per proseguire gli studi di ricerca negli Stati Uniti d'America.

### Seconda metà del '900 (1949-1998)
Nel dopoguerra, il dipartimento tornò ad ottenne particolari successi grazie al ritorno in Italia di personalità influenti. Nel 1952, Giuseppe Occhialini, rientrato in Italia, fonda la sezione di astrofisica del dipartimento di fisica dell'Università di Milano, facendosi carico sia della direzione teorica sia sperimentale del dipartimento. Qui crea una scuola protagonista nella ricerca dei raggi cosmici con l'utilizzo di emulsioni nucleari esposte ad alta quota, un'esperienza culminata nel 1954 con l'esperimento G-Stack. Inoltre fondò il Gruppo Spazio, così detto perché conduceva le osservazioni ad alta quota con palloni stratosferici prima, poi con razzi e infine con satelliti artificiali.

## Strutture

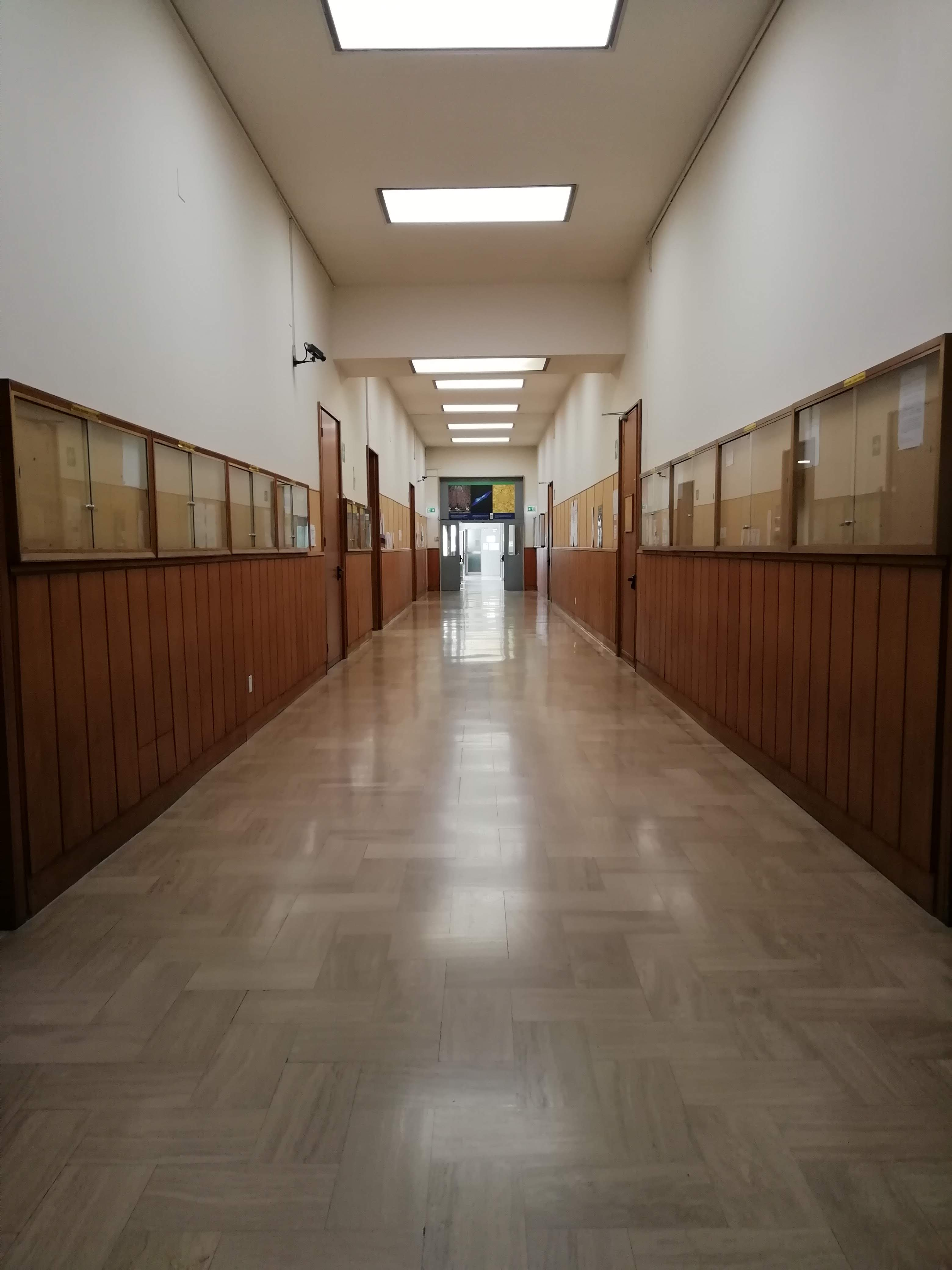
Dipartimento di fisica "Aldo Pontremoli"

A partire dalla data di fondazione nel 1924, l'attività di ricerca è stata svolta principalmente all'interno del dipartimento di fisica "Aldo Pontremoli", da cui sono poi nate le relative sezioni dell'INAF, IASF, ed INFN. Si trova all'interno del campus di Città studi dell'Università degli studi di Milano, in via Celoria 16. Al dipartimento sono allocati laboratori e uffici dell'Istituto Nazionale di Fisica Nucleare e del CNR oltre al laboratorio acceleratori e superconduttività applicata (LASA) di Segrate. Negli anni, la ricerca all'interno dell'università è stata affiancata da quella svolta presso gli istituti di ricerca nati da costole del dipartimento, come la sezione di Milano dell'INAF e l'osservatorio astronomico di Brera, gestito dall'Università fino al 2001, e poi confluito nell'INAF, di cui l'università ne gestisce il museo.

## Filmografia
- Troppo bello per essere vero, Report - RAI, PUNTATA DEL 24/09/1997 di Milena Gabanelli[4]

- ISTITUTO NAZIONALE LUCE, Eroiche gesta dell'Artide. [Una spedizione italiana in Artide], data: 1928, codice filmato: D033002[5]
- I segreti dello spazio con Bignami, National Geographic Channel, 9 puntate.[6]
- La particella di Dio, Un film di Mark Levinson (II). Con Martin Aleksa, Nima Arkani-Hamed, Savas Dimopoulos, Monica Dunford, Fabiola Gianotti. Titolo originale Particle Fever. Documentario, - USA  2013.[7]